# Rapport des Barrowman
 (avril 2021).
La mise en forme du texte ne suit pas les recommandations de Wikipédia : il faut le « wikifier ».
Les points d'amélioration suivants sont les cas les plus fréquents. Le détail des points à revoir est peut-être précisé sur la page de discussion.
- Les titres sont pré-formatés par le logiciel. Ils ne sont ni en capitales, ni en gras.
- Le texte ne doit pas être écrit en capitales (les noms de famille non plus), ni en gras, ni en italique, ni en « petit »…
- Le gras n'est utilisé que pour surligner le titre de l'article dans l'introduction, une seule fois.
- L'italique est rarement utilisé : mots en langue étrangère, titres d'œuvres, noms de bateaux, etc.
- Les citations ne sont pas en italique mais en corps de texte normal. Elles sont entourées par des guillemets français : « et ».
- Les listes à puces sont à éviter, des paragraphes rédigés étant largement préférés. Les tableaux sont à réserver à la présentation de données structurées (résultats, etc.).
- Les appels de note de bas de page (petits chiffres en exposant, introduits par l'outil «  Source ») sont à placer entre la fin de phrase et le point final[comme ça].
- Les liens internes (vers d'autres articles de Wikipédia) sont à choisir avec parcimonie. Créez des liens vers des articles approfondissant le sujet. Les termes génériques sans rapport avec le sujet sont à éviter, ainsi que les répétitions de liens vers un même terme.
- Les liens externes sont à placer uniquement dans une section « Liens externes », à la fin de l'article. Ces liens sont à choisir avec parcimonie suivant les règles définies. Si un lien sert de source à l'article, son insertion dans le texte est à faire par les notes de bas de page.
- La présentation des références doit suivre les conventions bibliographiques. Il est recommandé d'utiliser les modèles {{Ouvrage}}, {{Chapitre}}, {{Article}}, {{Lien web}} et/ou {{Bibliographie}}. Le mode d'édition visuel peut mettre en forme automatiquement les références.
- Insérer une infobox (cadre d'informations à droite) n'est pas obligatoire pour parachever la mise en page.

Pour une aide détaillée, merci de consulter Aide:Wikification.
Si vous pensez que ces points ont été résolus, vous pouvez retirer ce bandeau et améliorer la mise en forme d'un autre article.
James S. Barrowman et Judith A. Barrowman publièrent leur rapport en 1966 à l’occasion du rassemblement de fuséistes amateurs NARAM-8 (en). Ce rapport permet la détermination par le calcul de la position du centre de pression aérodynamique d’une fusée durant son vol aérien (à basse altitude en subsonique) et permet en conséquence de s'assurer de sa stabilité aérodynamique.

## Histoire

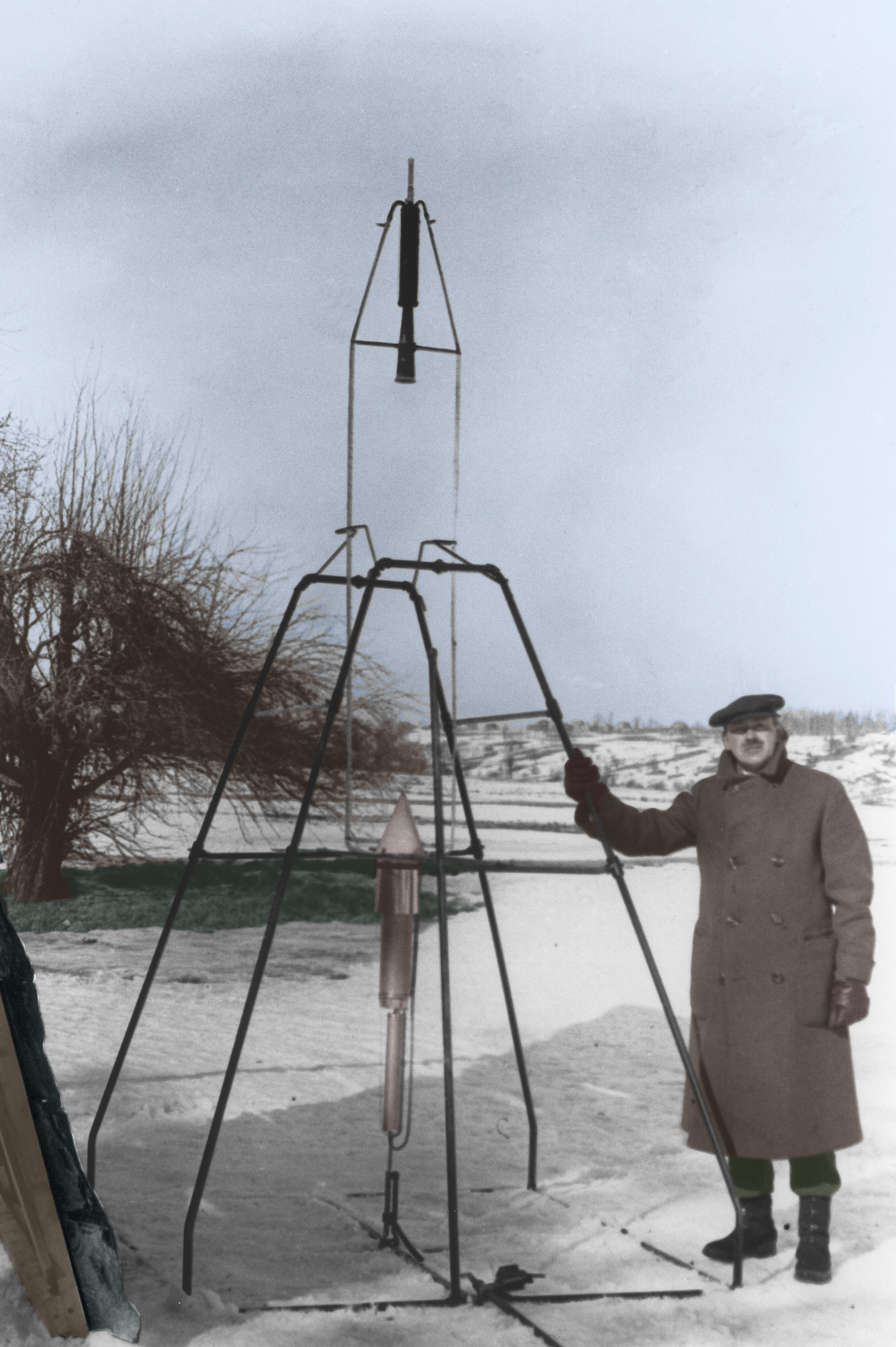
Goddard et sa première fusée, baptisée Nell, en 1926.

La publication par James et Judith Barrowman de cette méthode de calcul a marqué l'entrée dans l'ère scientifique de la fuséologie amateur. Auparavant, même les grands fuséistes non amateurs (Goddard, Winkler) avaient réalisé des fusées « à traction avant » (la tuyère qui créait la propulsion étant située au haut de la fusée et ses réservoirs sous cette tuyère, comme ci-contre) en pensant qu'ainsi la fusée serait stable, les réservoirs ne pouvant que suivre la tuyère comme la charrue suit le bœuf.
Il n'en était rien (confusion de la fusée pendulaire). L'un des premiers, Goddard a compris que cette conception (sur le modèle du bœuf tirant la charrue) était erronée (on peut à ce sujet penser à la stabilité de route délicate des voitures dont le moteur est placé à l'arrière) et que c'était l'action de l'air sur l'ogive (principalement) qui faisait tournoyer la fusée (comme tournoie un ballon de baudruche gonflé et libéré). Cependant, les moyens de déterminer simplement les critères de stabilité aérodynamique des fusées n'existaient pas encore. Ce furent James et Judith Barrowman qui apportèrent ces moyens.
En mai 1989, un rapport de l’U.S. ARMY Missile Command, Redstone, Alabama reprenant dans son titre le nom même des Barrowman écrit ainsi : "The Barrowman Method is an accurate, low-cost algorithm for the calculation of aerodynamic parameters of rockets." Ce même rapport de 1989 propose d'ailleurs, en vue d'une application aux missiles, une amélioration de la Méthode exposée par James Barrowman dans sa thèse de maîtrise.
Le texte Le vol de la fusée, de Planète Sciences, seule association autorisée en France (sous l'égide du CNES) à lancer des fusées, est basé, dans sa partie Stabilité statique, sur les travaux des Barrowman et leur fameux rapport.

## Hypothèses présidant aux calculs des Barrowman
La détermination du centre de pression aérodynamique de la fusée est basée sur les hypothèses suivantes :
- Fusée non guidée
- Vitesse subsonique (flux incompressible)
- Angles atteints par la fusée (dans ses embardées angulaires) faibles (inférieurs à 10°)
- Fusée rigide
- Angle des jupes et rétreints de 12° maximum
- Ailerons plans à bords d’attaque et de fuite profilés

## Sources des formules des Barrowman
Les Barrowman ont utilisé les apports de Michael Max Munk pour la portance du corps de la fusée et ceux de Diederich pour la portance des ailerons de toutes les formes simples.

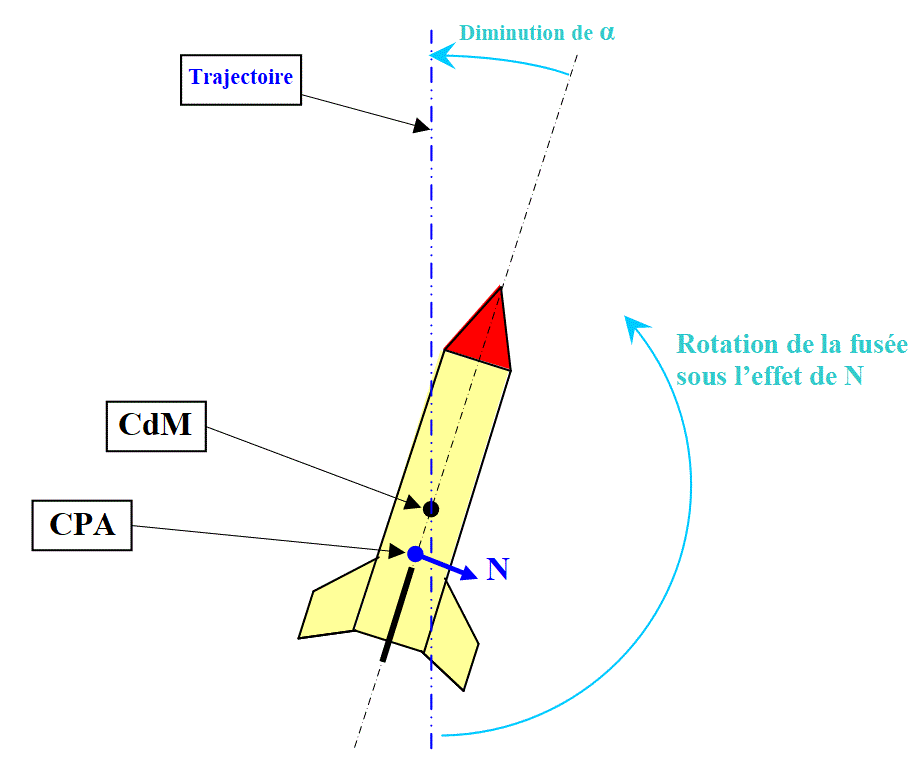
Fusée lors d'une embardée angulaire

En tenant compte de l’influence du fuselage sur la portance des ailerons (à l’aide d’une formule assez simple), ils ont pu déterminer la taille nécessaire de ces ailerons pour que la fusée soit stable durant son vol.
La détermination de cette stabilité fait appel à la notion de Marge Statique : il faut que cette marge soit « suffisamment » positive, c'est-à-dire que le Centre des Masses (ou Barycentre des Masses, ou Centre de Gravité, noté CdM ci-contre) de la fusée soit « suffisamment » en avant de (ou plus haut que) son Centre de Pression Aérodynamique (noté CPA ci-contre), à savoir le point sur lequel s’applique la résultante des forces aérodynamiques que cette fusée subit. La Marge Statique d'une fusée est donc la distance séparant le Centre des Masses de la fusée de son Centre de Pression Aérodynamique.
La notion de Marge statique est également utilisée en aéronautique. Le non-respect du centrage (la position du CdM) et donc de la Marge statique, rend les aéronefs très dangereux.

## Utilisation des formules des Barrowman
On peut considérer que dans des conditions normales de vol, la Marge Statique doit être de plus de 1 diamètre d'ogive de la fusée pour que celle-ci se montre suffisamment stable, même si la sécurité du public peut amener les autorités à augmenter cette marge statique (jusqu'à 6 dans certains cas).
Dans le cas des fusées d’amateurs (et d’autres fusées professionnelles ou étatiques simples) c’est à l’empennage (ensemble des ailerons situés au bas -ou à l'arrière- de la fusée) que revient le rôle de reculer suffisamment le Centre de Pression aérodynamique, comme dans le cas antique de la flèche d’arc.
Le gradient de Portance des ailerons (c'est-à-dire le Coefficient adimensionnel de Portance atteint, par exemple, pour un radian d’incidence) est calculé par la formule de Diederich, cette formule étant réputée donner de bons résultats pour les ailerons de faibles allongement utilisés sur les fusées (sauf peut-être pour les ailerons delta).
La Théorie des corps élancés de Max M. Munk (l’Élancement d'un corps étant défini comme son rapport Longueur/Diamètre), conçue initialement pour les dirigeables, a permis à James et Judith Barrowman de déterminer le gradient de Portance de l’ogive d’une fusée, ainsi que celui de ses évasements (jupes) ou rétreints, s’il en est.
Dans la pratique, les ogives de fusées peuvent être de formes conique, gothique, parabolique ou elliptique. Pour chacune de ces formes le gradient de Portance est connu de par la Théorie des Corps Élancés (voir Le Vol de la Fusée). Les ogives sphériques sont souvent calculées comme des ogives elliptiques, alors qu’elles ne peuvent être considérées comme des Corps Élancés et que leur Centre de Pression est connu par d’autres travaux ; cependant cette erreur va dans le sens de la sécurité.
Le corps d’une fusée, quant à lui, est souvent un simple tube cylindrique plus ou moins élancé. La Théorie des corps élancés de Max M. Munk indique que ce tube cylindrique ne crée aucune Portance (lorsqu'une perturbation met la fusée en incidence), ce qui est une approximation d’autant plus acceptable que cette partie cylindrique s’étend de part et d’autre du Centre des Masses de la fusée (l'erreur commise ainsi sur la partie avant du tube étant compensée par l'erreur commise sur la partie arrière). Toutes ces notions sont abordées très pédagogiquement dans Le vol de la Fusée.